# Georgiens republikanska parti
Georgiens republikanska parti (georgiska: საქართველოს რესპუბლიკური პარტია, Sakartvelos respublikuri partia), är ett politiskt parti i Georgien bildat den 21 maj 1978. Partiet är en del av regeringen och fick i det senaste parlamentsvalet, år 2012, 9 mandat i Georgiens parlament. Man ingår i den regerande koalitionen georgiska drömmen.
Sedan 2005 leds partiet av Davit Usupasjvili, som efter valet 2012 har agerat som talman i Georgiens parlament.  